# Makrán
Makrán o Mekrán (urdu/persa: مکران Makrān) es una franja costera semidesierta en el sur de Beluchistán, entre Irán y Pakistán, a lo largo de la costa del mar de Arabia y el golfo de Omán. La frase persa Mahi khoran, piscívoros (Mahi = pescado + khor = comer) se cree que es el origen de la palabra moderna Makran.
La estrecha llanura costera se alza muy rápidamente formando varias cadenas montañosas. De 1000 kilómetros de línea costera, alrededor de 750 están en Pakistán. El clima es muy seco con muy escasa lluvia. Hay pocos habitantes, gran parte concentrada en una cadena de pequeños puertos entre los que se incluyen Chabahar, Gwatar, Jiwani, Gwadar (que no debe confundirse con Gwatar), Pasni, Ormara y muchas aldeas pesqueras menores. 
La costa de Makrán posee sólo una isla, Astola, cerca de Pasni, y varios islotes insignificantes. La costa puede dividirse en una costa oriental de laguna y otra occidental con bahías. Las principales lagunas son Miani Hor y Kalamat Hor. Las principales bahías son la Bahía Occidental de Gwadar y la bahía de Gwatar. Esta última alberga un gran bosque de mangles y terrenos de anidamiento de especies de tortugas en peligro.

## Historia

### Antigüedad

Imperio aqueménida que incluye la región de Maka, actualmente Makrán.

Se han encontrado dos antiguos asentamientos de la era harappa en Sutkagen Dor (en el río Dasht) y Sokhta Koh (a horcajadas en el río Shadi). Los lugares costeros son una evidencia del comercio entre las ciudades harappa y las sumerias así como aquellas de la región del golfo, posiblemente alrededor del año 3000 a. C.
Alejandro Magno marchó a través de Makrán durante un desastroso éxodo después de la Campaña India (325 a. C.). Según una teoría, la bien abastecida flota de Alejandro, bajo el almirante Nearco se suponía que iba a aprovisionar continuamente al ejército conforme marchaba hacia el Oeste a lo largo de la árida costa hacia Persia. En el transcurso de la marcha, una gran parte de la ruta de Alejandro a través de Makrán (Bela-Averan-Hoshab-Turbat y luego al sur hacia Pasni-Gwadar) resultó ir más tierra adentro de lo esperado, aparentemente debido a un defectuoso conocimiento del terreno. La flota y el ejército en marcha finalmente fueron capaces de reencontrarse en Susa (Persia).
Entre fines de octubre y principios de noviembre de 325 a. C., en Makrán ocurrió un terremoto. Se desconoce el número de miles de muertos en toda la región. El tsunami generado impactó a la flota de Alejandro, que en esa época estaba en las cercanías del delta del río Indo.

### Conquista islámica

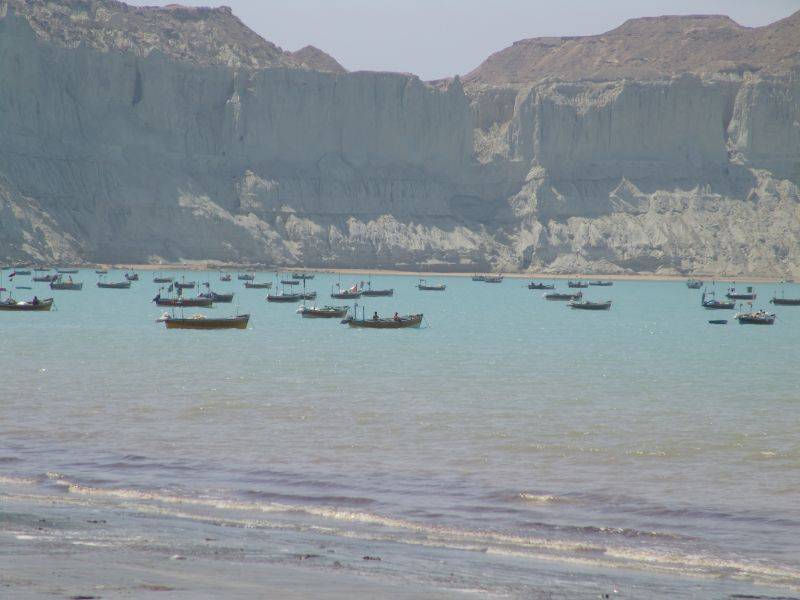
Gwadar - Bahía oeste

La primera conquista islámica de Makrán tuvo lugar durante el califato Rāshidūn en el año 643. El gobernador del califa Umar de Baréin, Osmán ibn Abu al-Aas, quien estaba en campaña para conquistar las zonas costeras meridionales de Irán envió a su hermano Hakam ibn Abu al-Aas a asaltar la región de Makrán, no siendo la campaña una invasión a gran escala sino meramente un asalto para comprobar el potencial de los habitantes locales. El asalto fue exitoso.
A finales del año 644 el califa Omar envió un ejército para una invasión a gran escala de Makrán bajo el mando de Hakam ibn Amr. Se les unieron refuerzos de Kufa bajo el mando de Shahab ibn Makharaq y Abdullah ibn Utban; el comandante de campaña en Kermán, también se les unió; no encontraron fuerte resistencia en Makrán hasta que el rey hindú de Sind, Rajá Rasal junto con su ejército teniendo contingentes de Makrán y Sind los detuvo cerca del río Indo. Se libró una violenta batalla entre el ejército musulmán y las fuerzas del Rajá incluyendo elefantes de guerra. El rajá Rasal fue derrotado y se retiró a la costa oriental del río Indo. Según las órdenes del califa Omar los elefantes de guerra se vendieron en la Persia islámica y se distribuyó el precio obtenido entre los soldados como parte del botín. En respuesta a la pregunta del califa Omar sobre la región de Makrán, el mensajero de Makrán que traía las noticias de la victoria le dijo:

¡Oh, comandante de los creyentes!

Es una tierra donde las llanuras son pétreas.

Donde el agua escasea.

Donde las frutas son desagradables.

Donde se conoce a los hombres por sus traiciones.

Donde mucho se desconoce.

Donde la virtud se tiene en poca estima.

Y donde predomina el mal.

Un gran ejército vale menos allí.

Y un ejército menor vale menos allí.

Y la tierra que queda detrás, es todavía peor (refiriéndose a Sind).

Omar miró al mensajero y dijo: 
"¿Eres un mensajero o un poeta?" Él respondió "Mensajero". Entonces el califa Omar, después de escuchar las desfavorables condiciones para enviar un ejército, ordenó a Hakim bin Amr al Taghlabi que de momento Makrán debía ser la frontera más oriental del Imperio Islámico, y que no debía emprenderse ningún intento de extender las conquistas. Entonces el comandante del ejército islámico en Makrán dijo los siguientes versos:

Si el jefe de los creyentes no nos hubiera impedido ir más allá, entonces habríamos comprado nuestras fuerzas del templo de prostitutas.

Refiriéndose al templo hindú en el Sind interior donde las prostitutas daban parte de sus ganancias como limosnas.
Permaneció como parte del califato omeya y el abasí y también fue gobernado por los turcos musulmanes, persas y afganos. Fue conquistada por los mongoles en el siglo XIII y en el siglo XV se convirtió en parte del Imperio mogol, permaneciendo en él hasta que cayó bajo el gobierno del Imperio británico.

### Ataque beluchi sobre Mahmud de Ghazni
Asaltantes beluchis saquearon al embajador de Mahmud de Ghazni entre Tabbas y Khabis y en venganza su hijo Masud los derrotó en este último lugar, que queda a los pies de las montañas de Kermán al borde del desierto.

### Época moderna
Desde el siglo XV en adelante fue gobernado por las familias zikri indígenas y a veces por el gobierno iraní. A finales del siglo XVIII, el kan de Kalat se dice que concedió santuario en Gwadar a uno de los pretendientes al trono de Mascate. Cuando ese pretendiente se convirtió en sultán, retuvo el control de Gwadar, instalando un gobernador, que con el tiempo dirigió un ejército a la conquista de la ciudad de Chabahar a unos 200 kilómetros al oeste.
El sultanato retuvo la costa de Makrán a lo largo del periodo de prominencia británica en la India, pero con el tiempo sólo Gwadar quedó en las manos del sultán. Con la formación de Pakistán, Makrán se convirtió en un distrito dentro de la provincia de Beluchistán, menos una zona de 800 km² alrededor Gwadar. El enclave fue finalmente transferido en 1958 a control pakistaní como parte del distrito de Makrán. Toda la región se ha subdividido en nuevos distritos menores a lo largo de los años.